# Benadalid
Benadalid é um município da Espanha na província de Málaga, comunidade autónoma da Andaluzia, de área 20 km² com população de 255 habitantes (2004) e densidade populacional de 12,75 hab./km².

## Demografia
| Variação demográfica do município entre 1991 e 2004 | Variação demográfica do município entre 1991 e 2004 | Variação demográfica do município entre 1991 e 2004 | Variação demográfica do município entre 1991 e 2004 |
| --------------------------------------------------- | --------------------------------------------------- | --------------------------------------------------- | --------------------------------------------------- |
| 1991                                                | 1996                                                | 2001                                                | 2004                                                |
| 255                                                 | 264                                                 | 278                                                 | 258                                                 |